# الدوري التشيكوسلوفاكي 1983–84
الدوري التشيكوسلوفاكي 1983–84 هو الموسم 77 من الدوري التشيكوسلوفاكي ‏. أشرف على تنظيمه اتحاد جمهورية التشيك لكرة القدم، وكان عدد الأندية المشاركة فيه 16، وفاز فيه سبارتا براغ.